# 詹寧斯鎮區 (印地安納州克勞福德縣)
詹寧斯鎮區（英語：Jennings Township）是位於美國印地安納州克勞福德縣的一個行政鎮區。

## 地方資料
根據2010年美國人口普查的數據，詹寧斯鎮區的面積為116.90平方千米，當中陸地面積為116.30平方千米，而水域面積為0.50平方千米。當地共有人口1436人，而人口密度為每平方千米12.28人。